# Hartenius narci
Hartenius narci is een keversoort uit de familie kniptorren (Elateridae). De wetenschappelijke naam van de soort werd voor het eerst geldig gepubliceerd in 2008 door Giuseppe Platia.